# Pioggia e luce
Pioggia e luce è un extended play di Fabio Zuffanti pubblicato nel 2007.

## Tracce
1. Pioggia E Luce – 2:37
2. Il Treno – 1:42
3. Ottobre – 5:30
4. Ruggine – 3:41
5. Deserto – 4:49